# AEC Regal VI

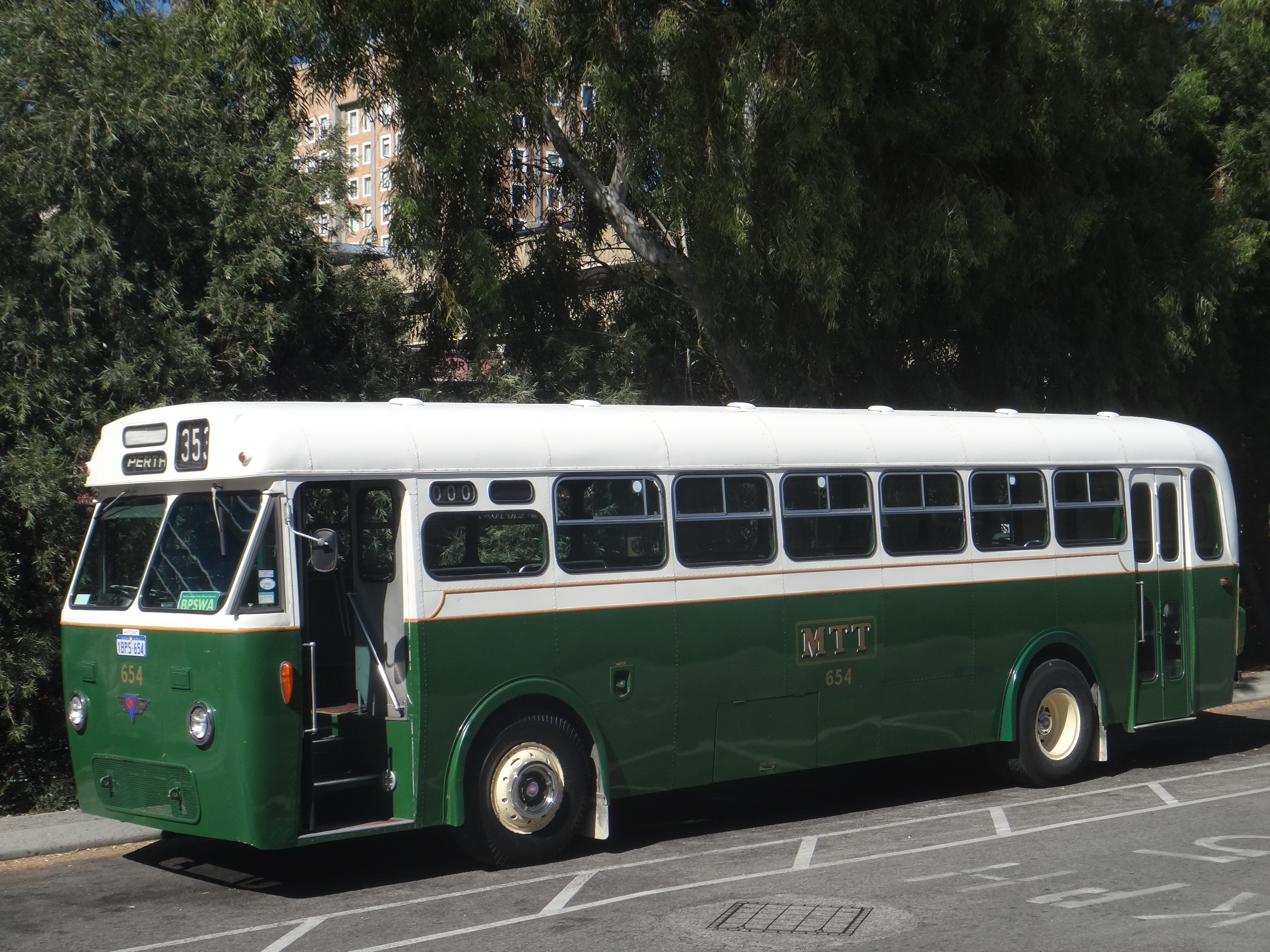
AEC Regal VI de 1965 à Perth en Australie

L'AEC Regal VI est un autobus à un étage conçu et fabriqué par le constructeur britannique Associated Equipment Company - AEC en 1960 et fabriqué de 1962 à 1979. Il a été présenté en avant première en août 1960 au Commercial Motor Show.

## Histoire
Présenté en août 1960 au Commercial Motor Show (Salon du véhicule industriel britannique), cet autobus n'était que la mise à jour du précédent Regal IV avec l'adoption, en variante, du moteur diesel AH 690, 6 cylindres à plat de 11,3 litres de cylindrée. Le Regal VI était disponible dans les versions avec conduite à gauche et à droite, d'autres options incluaient la direction assistée et la suspension pneumatique.
Lors de sa présentation, le Regal VI était un châssis motorisé mis au goût du jour, par rapport à ses concurrents, mais destiné exclusivement à l'exportation. Il a d'ailleurs connu de gros débouchés à l'étranger, en  Argentine, Australie, Belgique, Pays-Bas, Portugal et Uruguay notamment. Des carrossiers industriels locaux utilisaient le châssis AEC pour en faire un modèle local.
Les commandes les plus importantes enregistrées ont été 150 exemplaires destinés à la région de Montevideo en Uruguay et 500 exemplaires pour Buenos Aires, en Argentine.
En Australie, le Regal VI a été acheté par le "Melbourne & Metropolitan Tramways Board" (100 unités), le Municipal Tramways Trust d'Adelaide (30 unités) et le Metropolitan Transport Trust de Perth (75 unités),,,.

## Variante du Regal VI
Pour l'Afrique du Sud, AEC a mis au point une version particulière du Regal VI, le "Kudu". Il s'agit d'un châssis standard Regal VI, équipé du moteur AV690 vertical de 11,3 litres monté sur le porte-à-faux avant et non pas la version horizontale sous le plancher. Cela a permis un flux d'air neuf plus important vers le moteur.
Le "Kudu" a été assemblé en CKD dans l'usine AEC de Durban. En 1964, la filiale AEC South Africa Ltd a enregistré deux commandes successives de 100 exemplaires chacune pour différents opérateurs. En 1974, plus de 1 500 exemplaires étaient en service dans le pays.